# Columbus Owls
Columbus Owls byl profesionální americký klub ledního hokeje, který sídlil v Columbu ve státě Ohio. V letech 1973–1977 působil v profesionální soutěži International Hockey League. Owls ve své poslední sezóně v IHL skončily ve čtvrtfinále play-off. Své domácí zápasy odehrával v hale Taft Coliseum s kapacitou 5 003 diváků. Klubové barvy byly červená, černá a bílá.
Založen byl v roce 1973 po přejmenování týmu Columbus Golden Seals na Columbus Owls. Zanikl v roce 1977 přestěhováním do Daytonu, kde byl vytvořen tým Dayton Owls.

## Přehled ligové účasti
Zdroj: 
- 1973–1977: International Hockey League (Jižní divize)